# Heeseberg
Der Heeseberg ist eine 200 m ü. NHN hohe Erhebung in der Samtgemeinde Heeseberg im Landkreis Helmstedt (Niedersachsen).

## Beschreibung
Das Klima ist warm und trocken und bietet zusammen mit den guten Böden optimale Voraussetzungen für die Landwirtschaft. Aus diesem Grund wurde der Berg schon früh für den Ackerbau genutzt.
Auf dem Heeseberg kommen die seltenen Frühlings-Adonisröschen vor. Im März und April blühen die Frühlings-Adonisröschen in kräftiger gelber Farbe am Südhang des Heesebergs.
Auf dem Heeseberg befindet sich heute außer einer 1967 errichteten Gastwirtschaft auch ein ca. 20 m hoher Aussichtsturm, den der Reichstagsabgeordnete und Jerxheimer Gemeindevorsteher Karl Kleye aus eigenen Mitteln im Jahr 1912 errichten ließ. Große Teile des Gebiets sind als Naturschutz-  und Landschaftsschutzgebiet ausgewiesen, siehe auch Heeseberg (Naturschutzgebiet).
In den 1930–40er Jahren wurden auf dem Gelände des Heeseberg Gleitfliegerschulungen des NSFK Gruppe 9 (Weser-Elbe) durchgeführt (Segelfluglager Heeseberg).
Im Bereich des Heesebergs ist ein Geopfad des Freilichtmuseums FEMO im Geopark Harz – Braunschweiger Land – Ostfalen angelegt. Der Geopfad beginnt an der Gaststätte und führt an insgesamt sieben Punkten vorbei, darunter befinden sich drei Steinbrüche. Einer der drei Steinbrüche wurde als nationales Geotop ausgezeichnet.

## Archäologie
In der Bronzezeit entstand im westlichen Bereich des Heesebergs bei Watenstedt die Hünenburg bei Watenstedt. Während des 2. und 3. Jahrhunderts lag innerhalb der Reste dieser Ringwallanlage ein germanisches Gehöft. Im 6. Jahrhundert bauten die Altsachsen die Hünenburg zur Fürstenburg aus und beherrschten von hier aus Ostfalen. Zwischen 772 und 785 wurde die Anlage von den Franken abermals ausgebaut.

## Geographie
Der Heeseberg erstreckt sich etwa in WNW-ESE-Richtung und liegt im östlichen Niedersachsen. Die Entfernung zur Landesgrenze von Sachsen-Anhalt beträgt lediglich ca. 2,9 km. Der Heeseberg befindet sich in einer Entfernung von ca. 24 km zu Wolfenbüttel. Nördlich des Heesebergs liegt die Ortschaft Ingeleben, im Westen des Heesebergs liegt Gevensleben, im Süden befindet sich die Ortschaft Beierstedt und im Osten liegt Jerxheim.

## Geologie und Paläontologie
Der Heeseberg befindet sich im nördlichen Harzvorland, das auch als subherzyne Senke bezeichnet wird. Er besteht aus Sedimenten des Unteren Buntsandsteins, der der Trias zugeordnet wird.
Die Sedimente des Unteren Buntsandsteins weisen eine hohe Verwitterungsresistenz auf und bilden daher eine morphologische Rippe. Sie sind intensiv rot gefärbt und daher im Aufschluss gut einzuordnen. Außerdem finden sich Gesteine des Mittleren Buntsandsteins und des Oberen Buntsandsteins (Röt-Formation), dessen Gips nördlich von Watenstedt abgebaut wurde. Über dem Buntsandstein folgt der Untere Muschelkalk (Jena-Formation), der im Steinbruch am Lohlberg exzellent aufgeschlossen ist. Der Lohlberg-Steinbruch darf jedoch nicht betreten werden, da er wie der alte Abbau des Gipses zum Naturschutzgebiet erklärt worden ist.

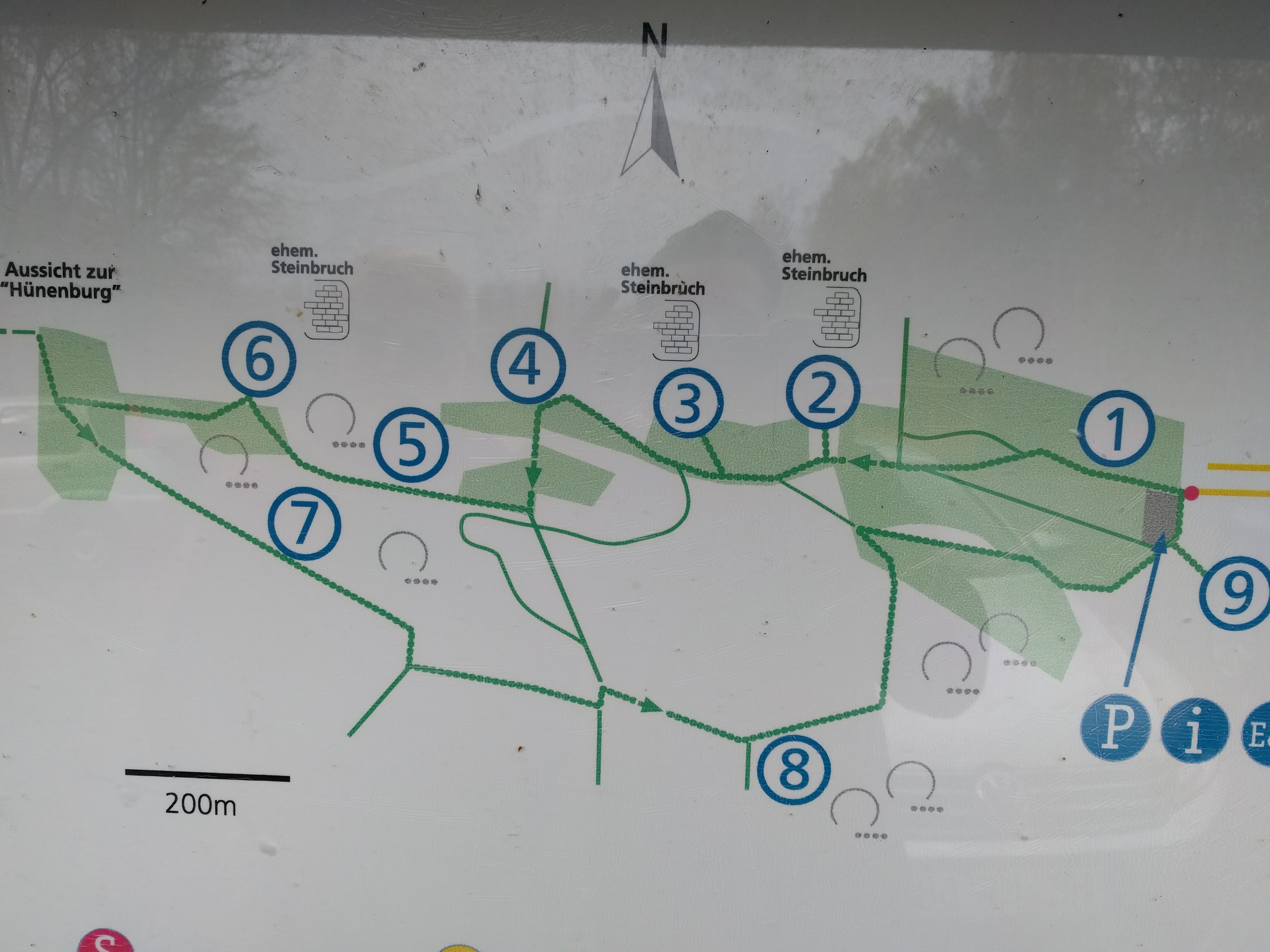
Geopfad Heeseberg. Der Steinbruch (Punkt Nr. 6) wurde als nationales Geotop ausgezeichnet

Der Untere Buntsandstein besteht im Harzvorland (subherzyne Senke) aus klastischen Sedimenten und Oolithen sowie Stromatolithen. Im Harzvorland werden die Oolithe aufgrund ihres den Fischrogen ähnelnden Aussehens als Rogensteine bezeichnet.
Die Steinbrüche am Heeseberg stellen gegenwärtig die besten Aufschlüsse für Stromatolithe (durch Cyanobakterien gebildete Kalkmatten) in deren Typusregion. Sie wurden durch Ernst Kalkowsky erstmals 1908 beschrieben.
Der Aussichtsturm auf dem Heeseberg ist ebenfalls aus Rogensteinen aufgebaut.
Aufgrund des Aufstiegs der Zechstein-Salze im Untergrund seit der Kreide sind im Harzvorland zahlreiche Sättel entstanden. Im Zuge dieser Salztektonik bildeten sich aus Stein- und Kalisalzen bestehende Salzdiapire und Salzkissen aus. Der Heeseberg bildet zusammen mit der Asse einen Schmalsattel.

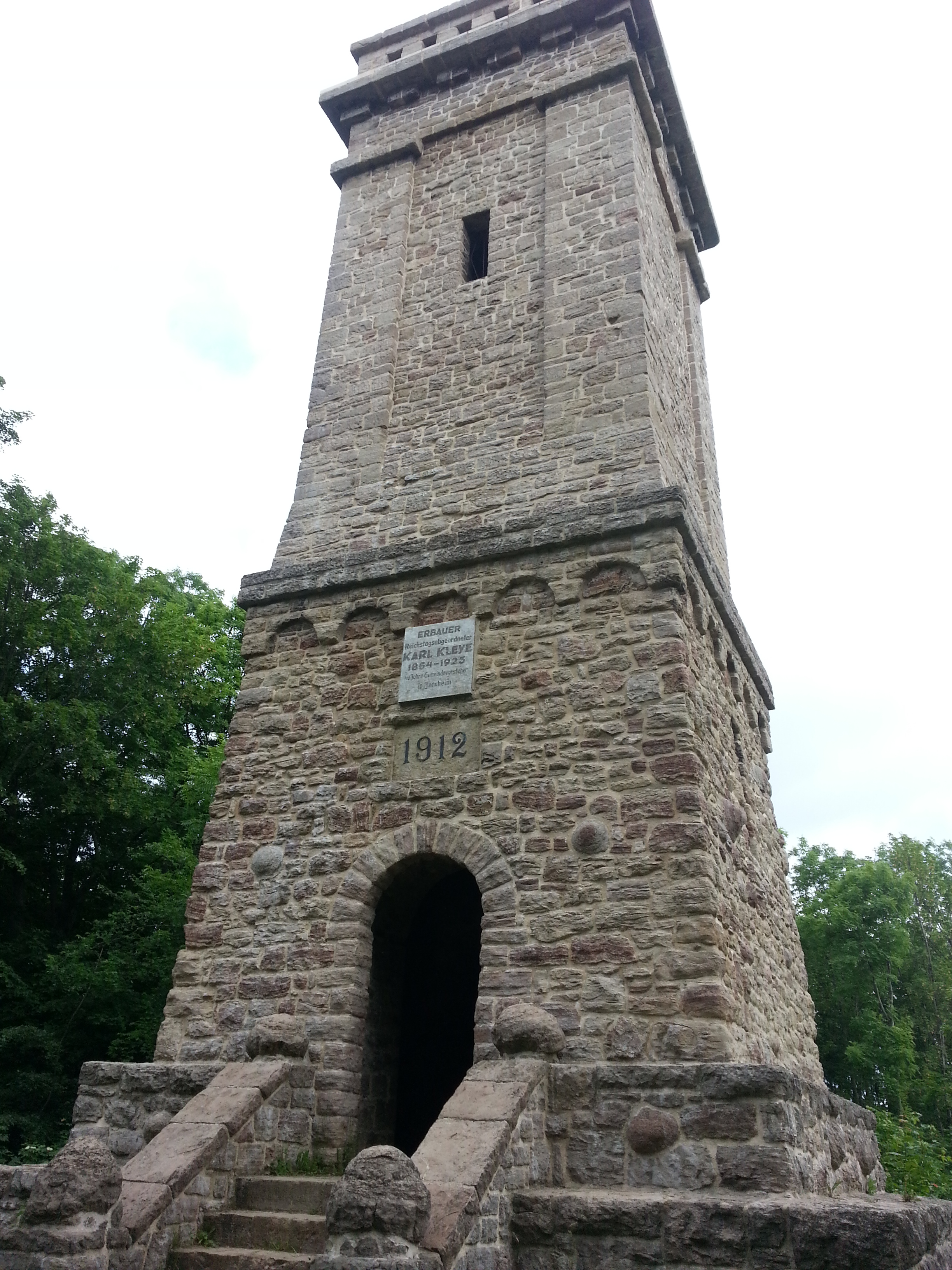
Heeseberg-Turm am höchsten Punkt des Heesebergs
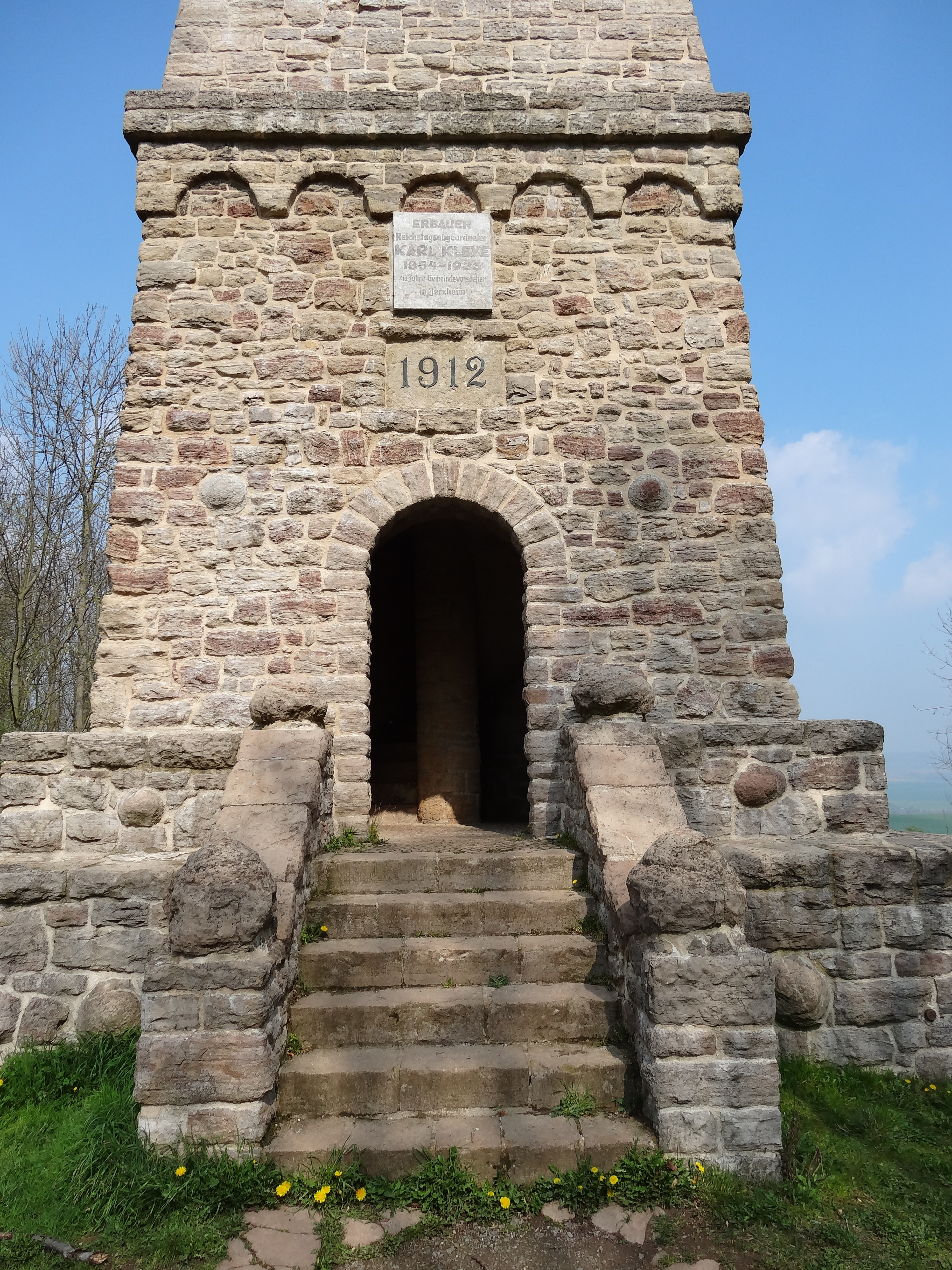
Treppe zum Aussichtsturm
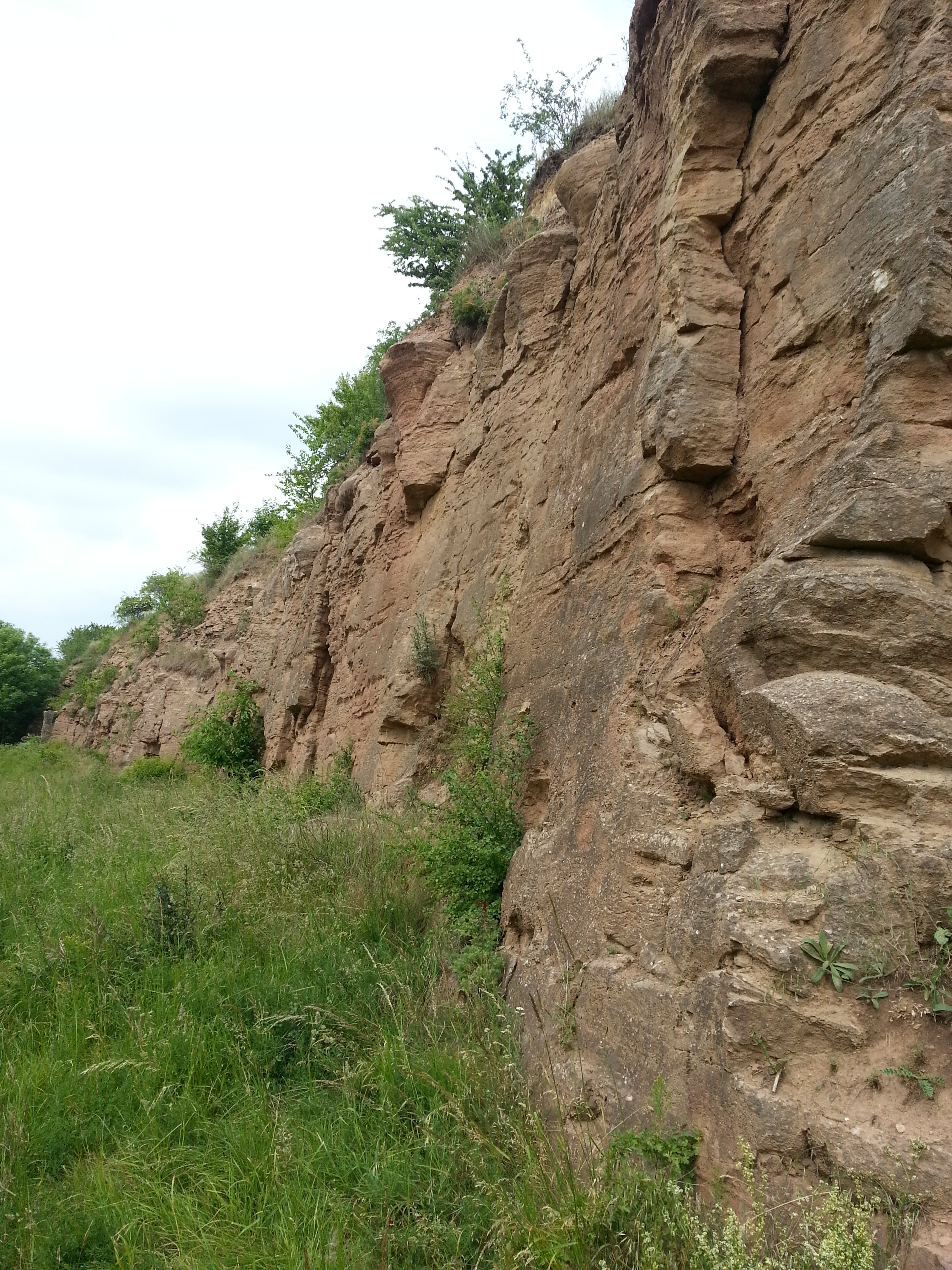
Steinbruch in der Bernburg-Formation mit Stromatolithen im Top der Wand
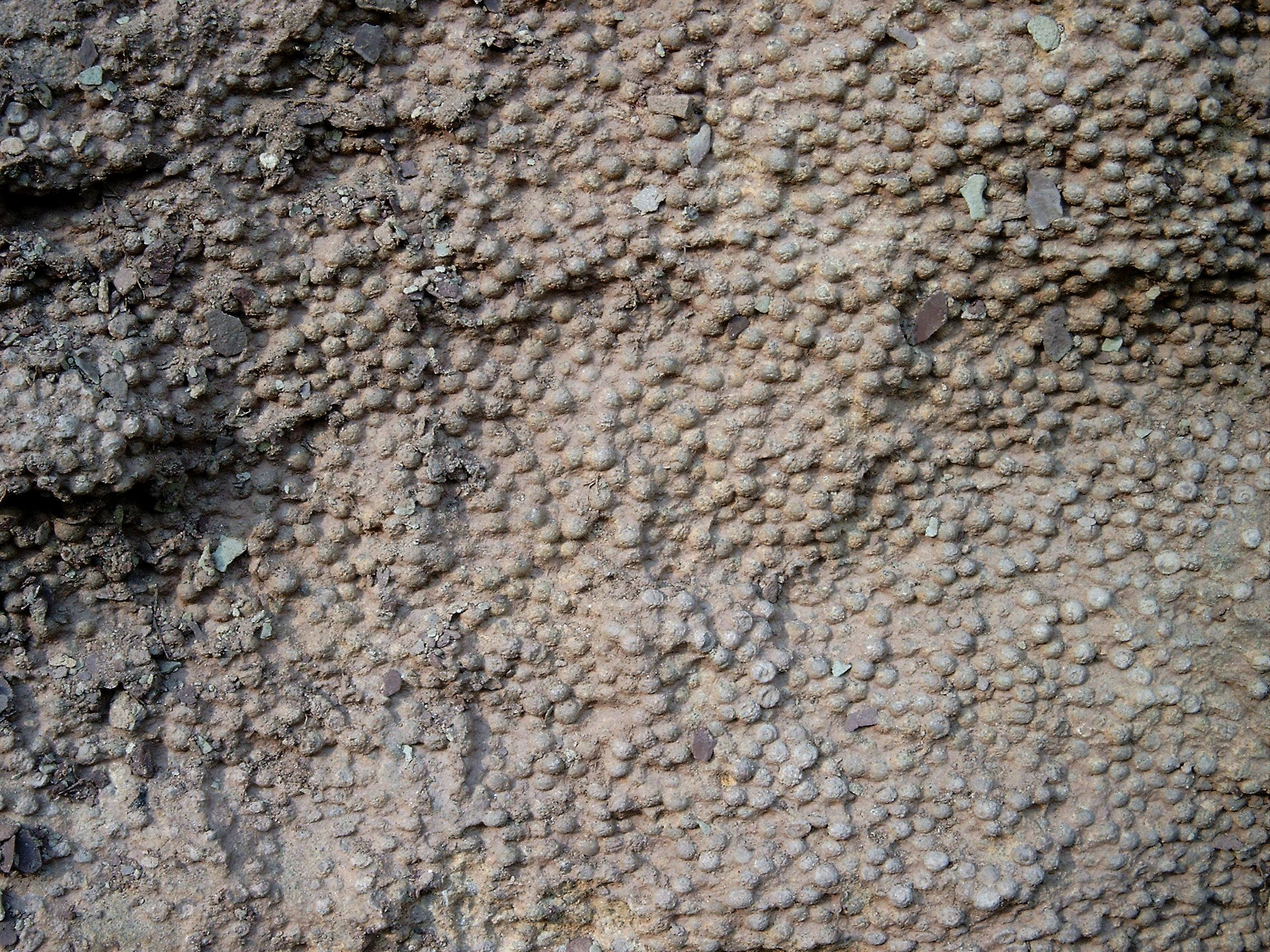
Rogenstein am Heeseberg

## Flora und Schutz
Der Heeseberg steht als Naturschutzgebiet Heeseberg unter Schutz. Es ist ein Steppenrasen ausgebildet der unter anderem die Golddistel, Dänischer Tragant das Frühlings-Adonisröschen beherbergt. Das Gebiet ist für Nordwestdeutschland bereits stark kontinental geprägt.